# David Ousted
David Ousted  (02/01/1985) é um futebolista dinamarquês que atua como goleiro, atualmente defende o Vancouver Whitecaps FC.

## Carreira
David Ousted, começou sua carreira no Brøndby IF, e depois teve passagens por Nykøbing FC, Akademisk Boldklub, HIK, SønderjyskE e Randers FC até ser contratado pelo Vancouver Whitecaps em 20 de junho de 2013.
Na primeira temporada David participou em 13 jogos, começando todos eles como titular. Na temporada seguinte Ousted participou de 47 jogos.